# Al-Asr
Al-Asr “A Era” (do árabe: سورة العصر) é a centésima terceira sura do Alcorão e tem 3 ayats.